# Seznam německých názvů obcí a osad v Česku, C
Tento seznam obsahuje německé názvy (exonyma) českých obcí začínajících na písmeno C.
Tento seznam by měl sloužit pro orientaci v starých písemných pramenech, mapách atd., nikoliv pro překlad českých názvů měst do němčiny. Většina z těchto německých názvů by při použití v současnosti byla nesrozumitelná.
| Český název            | Historická země | Okres             | Německý název      | Poznámka             |
| ---------------------- | --------------- | ----------------- | ------------------ | -------------------- |
| Cakov                  | Morava          | Olomouc           | Zakow              |                      |
| Cehnice                | Čechy           | Strakonice        | Zechnitz           |                      |
| Cejle                  | Čechy           | Jihlava           | Zeil               |                      |
| Cejřov                 | Čechy           | Chrudim           | Zierau             |                      |
| Cejsice                | Čechy           | Prachatice        | Zeislitz           |                      |
| Cekov                  | Čechy           | Rokycany          | Zekow              |                      |
| Celná                  | Čechy           | Chomutov          | Zollhaus           |                      |
| Celné                  | Čechy           | Ústí nad Orlicí   | Zöllnei            |                      |
| Cep                    | Čechy           | Jindřichův Hradec | Trieschel          |                      |
| Cerekvice nad Bystřicí | Čechy           | Jičín             | Zerekwitz          |                      |
| Cerekvice nad Loučnou  | Čechy           | Svitavy           | Zirkowitz          |                      |
| Cerekvička             | Morava          | Jihlava           | Neustift bei Iglau |                      |
| Cerhenice              | Čechy           | Kolín             | Zerhenitz          |                      |
| Cerhonice              | Čechy           | Písek             | Zerhonitz          |                      |
| Cerhovice              | Čechy           | Beroun            | Zerhowitz          |                      |
| Cerhýnky               | Čechy           | Kolín             | Zerhinek           |                      |
| Cerkytly               | Čechy           | Svitavy           | Zerkitel           | osada vesnice Borová |
| Cerony                 | Morava          | Uherské Hradiště  | Zeronin            | osada vesnice Babice |
| Cetechovice            | Morava          | Kroměříž          | Zetechowitz        |                      |
| Cetkovice              | Morava          | Blansko           | Zetkowitz          |                      |
| Cetnov                 | Čechy           | Cheb              | Zettendorf         |                      |
| Cetoraz                | Čechy           | Pelhřimov         | Zetoras            |                      |
| Cetule                 | Čechy           | Pelhřimov         | Zetule             |                      |
| Cetviny                | Čechy           | Český Krumlov     | Zettwing           |                      |
| Cetyně                 | Čechy           | Příbram           | Zetin              |                      |
| Cibotín                | Čechy           | Havlíčkův Brod    | Saibendorf         |                      |
| Ciboušov               | Čechy           | Chomutov          | Zibisch            |                      |
| Cidlina                | Čechy           | Jičín             | Zidlina            |                      |
| Cidlina                | Morava          | Třebíč            | Zidlin             |                      |
| Cihelna                | Čechy           | Klatovy           | Antonienhof        |                      |
| Cihelny                | Čechy           | Karlovy Vary      | Ziegelhütten       |                      |
| Cihelny                | Čechy           | Náchod            | Ziegelschlag       |                      |
| Cikháj                 | Morava          | Žďár nad Sázavou  | Ziegenhain         |                      |
| Cínovec                | Čechy           | Teplice           | Zinnwald           |                      |
| Cipín                  | Čechy           | Český Krumlov     | Zippendorf         | zaniklá obec         |
| Církvice               | Čechy           | Kolín             | Zirkwitz           |                      |
| Církvice               | Čechy           | Kutná Hora        | Zirkwitz           |                      |
| Církvice               | Čechy           | Ústí nad Labem    | Zirkowitz          |                      |
| Císařov                | Morava          | Přerov            | Kaiserwerth        |                      |
| Císařská Kuchyně       | Čechy           | Praha-východ      | Kaiserkuchel       |                      |
| Císařský               | Čechy           | Děčín             | Kaiserwalde        |                      |
| Citice                 | Čechy           | Sokolov           | Zieditz            |                      |
| Cítkov                 | Čechy           | Chrudim           | Zitkow             |                      |
| Cítoliby               | Čechy           | Louny             | Zittolib Zittolieb |                      |
| Citonice               | Morava          | Znojmo            | Edmitz             |                      |
| Cítov                  | Čechy           | Mělník            | Zitow              |                      |
| Citov                  | Morava          | Přerov            | Zittenhof          |                      |
| Cizkrajov              | Morava          | Jindřichův Hradec | Sitzgras           |                      |
| Crhov                  | Morava          | Blansko           | Cerhow             |                      |
| Ctěnice                | Čechy           | Hl. m. Praha      | Ztienitz           |                      |
| Ctětín                 | Čechy           | Chrudim           | Ztietin            |                      |
| Ctiboř                 | Čechy           | Benešov           | Ztiborsch          |                      |
| Ctiboř                 | Čechy           | Pelhřimov         | Ztiborsch          |                      |
| Ctiboř                 | Čechy           | Tachov            | Stiebenreith       |                      |
| Ctidružice             | Morava          | Znojmo            | Schidrowitz        |                      |
| Ctiměřice              | Čechy           | Mladá Boleslav    | Ztimierschitz      |                      |
| Ctiněves               | Čechy           | Litoměřice        | Ctiniowes          |                      |
| Cudrovice              | Čechy           | Prachatice        | Zuderschlag        |                      |
| Cunkov                 | Čechy           | Tábor             | Zunkau             |                      |
| Cvikov                 | Čechy           | Česká Lípa        | Zwickau            |                      |
| Cvrčov                 | Morava          | Přerov            | Grillenhof         |                      |
| Cvrčovice              | Morava          | Brno-venkov       | Urspitz            |                      |
| Cvrčovice              | Čechy           | Kladno            | Grillenau          |                      |
| Cvrčovice              | Morava          | Kroměříž          | Grillendorf        |                      |
| Cvrčovice              | Čechy           | Praha-východ      | Grillendorf        | osada Podolanka      |
| Cyrilov                | Morava          | Žďár nad Sázavou  | Cyrillhof          |                      |